# 科学咖啡馆
科学咖啡馆（法語：Café Scientifique）是20世纪末起源于英国的一种面向民间群众的科普活动模式。

## 历史
一般认为，历史上第一家有据可查的“科学咖啡馆”诞生在1998年的英国约克郡利兹市阿勒顿堂区。创办者邓肯·达拉斯（Duncan Dallas）是一名电视制片人。他受法国哲学咖啡馆的启发，与当地的一家酒吧合作，每两周举办一次科普活动，每次活动邀请一名科学家做演讲，然后与听众互动。该活动最后收效甚好，所以就一直延续了下来，并带动了其他地区科学咖啡馆的诞生。

## 基本理念
科学咖啡馆的基本理念是：让科学不像想象中的那么神秘和高不可攀，能在享受一杯咖啡的时候体验科学乐趣。科学家应该放低姿态，不再那么体面和正式，而是以普通人的身份出现在休闲场所，与普通群众聊天。

## 在世界各地的发展

### 欧洲
英国是科学咖啡馆的起源地。它在“科学理解促进委员会”（英国皇家学会和不列顛科學協會）的支持下逐渐发展。2001年，受惠康基金会资助的英国科学咖啡馆联盟宣告成立。
意大利佛罗伦萨、罗马、米兰和巴里设有科学咖啡馆组织协会。其中最早的佛罗伦萨科学咖啡馆协会诞生于2005年4月14日，总部设在佛罗伦萨大学物理系综合动力学研究中心。
2008年，荷兰代芬特尔小镇开办了儿童科学咖啡馆。7-12岁的小学生在本地学者的指导下，开展小型研讨会活动。儿童只需支付4欧元的门票和茶点费；咖啡由本地相关公司赞助。该活动在2010年吸引了近800名儿童。

### 美洲
丹佛科学咖啡馆创建于2003年11月，是美国最早的科学咖啡馆。它的创始人是科罗拉多大学免疫学教授约翰·科恩（John Cohen）。
在2006年第一届美国科学咖啡馆组织者大会上，美国科学咖啡馆联盟宣告成立。它的主要资助者是美国波士顿公共电视台（WGBH-TV）和Sigma Xi科学研究学会。

### 亚洲
2003年，作为“中英科技交流项目”的一部分，英国驻华大使馆文化教育处将“科学咖啡馆”活动首次引入中国。它先后在北京、南京、杭州、宁波、南通等地开展活动。2005年，上海科协与《新民晚报》开始合办“新民科学咖啡馆”。从2009年开始，法国驻华大使馆科技处和法语联盟在北京、上海和南京等地组织了类似活动。
位于香港金钟法院道三号的英國文化協會驻香港办公室会定期举办科学咖啡馆系列活动。
2004年，日本《平成16年版科学技术白皮书》中首次介绍了“科学咖啡馆”活动。同年，一非营利团体在京都市召开了日本首次“科学咖啡馆”活动。在2006年4月的科技周上，日本學術會議会员在日本全国21个场所举办了相关活动。
阿联酋迪拜的首家科学咖啡馆成立于2013年，每周会定期举办研讨活动。其中，迪拜科学咖啡馆天文学爱好者小组是天文学家无国界组织成员之一。